# Targa Florio 1952

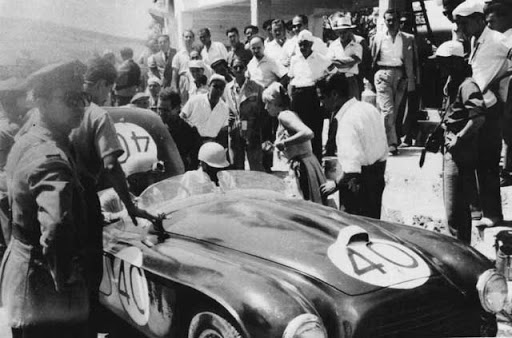
Der sechstplatzierte Taso Mathieson im Ferrari 195S beim Boxenstopp

Die 36. Targa Florio, auch XXXVI Targa Florio, Piccolo Circuito delle Madonie, Sicilia, war ein Straßenrennen auf Sizilien und fand am 29. Juni 1952 statt.

## Das Rennen

### Teams, Hersteller und Fahrer
Die Rückkehr der Targa Florio auf den Piccolo circuito delle Madonie 1951 fand bei den internationalen Motorsportjournalisten ein positives Echo. Mit großer Genugtuung nahm der inzwischen 69-jährige Targa-Florio-Gründer Vincenzo Florio die vielen Gratulationstelegramme entgegen. Ein Glückwunschschreiben erhielt er von Charles Faroux, einem der Initiatoren des 24-Stunden-Rennens von Le Mans.
Vincenzo Lancia, der Gründer des gleichlautenden Automobilherstellers, war 1906 bei der ersten Targa Florio als Fahrer am Start und kam sowohl 1907 (hinter Felice Nazzaro) als auch 1908 (hinter Vincenzo Trucco) als Gesamtzweiter ins Ziel. Was dem Vater nicht gelang, wollte sein Sohn Gianni erreichen: Einen Sieg bei der Targa Florio. Da Gianni Lancia selbst keine Ambitionen als Rennfahrer hatte, sollten es die drei Werksfahrer Felice Bonetto, Luigi Valenzano und Enrico Anselmi richten. Die Techniker und Mechaniker rund um Lancia-Chefkonstrukteur Vittorio Jano übernahmen die Vorbereitung der drei neuen Lancia Aurelia B20 Competizione. Eine weitere Neuentwicklung war der Fiat 8V. Einen dieser zweisitzigen Sportwagen fuhr Ovidio Capelli, den zweiten meldete Inico Bernabei, der am Rennen aber nicht teilnahm.  Mit Fahrzeugen von Ferrari starteten unter anderem Giovanni Bracco und der US-Amerikaner Tom Cole, der einen Ferrari 225S fuhr. Hubraumstärkster Wagen im Feld war der Talbot T26GS von Pierre Levegh.

### Der Rennverlauf
Zwei wesentliche Protagonisten des Rennens waren der inzwischen 44 Jahre alte Giovanni Bracco in seinem Ferrari 340 America und der 29-jährige Giulio Cabianca im Osca MT4 1350. Bracco fuhr eine schnelle erste Runde und lag nach 72 Kilometern bereits 52 Sekunden vor der Konkurrenz, ehe er mit einem Motorschaden ausfiel. Danach war es Cabianca, der sich vom übrigen Starterfeld absetzen konnte. Nach vier Runden lag er bereits drei Minuten vor dem Werks-Lancia von Bonetto. Den schon sicher geglaubten Sieg verlor er in der siebten Runde, als auf der langen Geraden nach Campofelice an seinem Osca die Antriebswelle riss. Das Rennen ging mit einem Dreifachsieg der Werks-Lancia zu Ende. Felice Bonetto gewann mit einem Vorsprung von drei Minuten auf seinen Teamkollegen Luigi Valenzano. Zehn Minuten dahinter kam Enrico Anselmi als Dritter ins Ziel.

## Ergebnisse

### Schlussklassement
| 1               | S bis 2.0  | 34  | Scuderia Lancia             | Felice Bonetto              | Lancia Aurelia B20 Competizione  | 8 |
| 2               | S bis 2.0  | 62  | Scuderia Lancia             | Luigi Valenzano             | Lancia Aurelia B20 Competizione  | 8 |
| 3               | S bis 2.0  | 88  | Scuderia Lancia             | Enrico Anselmi              | Lancia Aurelia B20 Competizione  | 8 |
| 4               | S bis 1.1  | 16  | Aldo Terigi                 | Aldo Terigi                 | Fiat Ermini 1100 Sport           | 8 |
| 5               | S bis 2.0  | 42  | Ovidio Capelli              | Ovidio Capelli              | Fiat 8V                          | 8 |
| 6               | S über 2.0 | 40  | T. A. S. O. Mathieson       | T. A. S. O. Mathieson       | Ferrari 195S                     | 8 |
| 7               | S bis 2.0  | 90  | Giuseppe Rossi              | Giuseppe Rossi              | Fiat Stanguellini 1100 Sport     | 8 |
| 8               | S bis 2.0  | 98  | Francesco Siracusa          | Francesco Siracusa          | Fiat Stanguellini 1100 Sport     | 8 |
| 9               | S über 2.0 | 56  | Bornigia Fratelli           | Mario Bornigia              | Alfa Romeo 6C 2500 competizione  | 8 |
| 10              | S über 2.0 | 78  | Luigi Chiaramonte Bordonaro | Luigi Chiaramonte Bordonaro | Ferrari 212 Export               | 8 |
| 11              | S über 2.0 | 58  | Tom Cole                    | Tom Cole                    | Ferrari 225S                     | 8 |
| 12              | S bis 750  | 80  | Giuseppe Musso              | Giuseppe Musso              | Fiat Stanguellini 750 Sport      | 8 |
| 13              | S bis 2.0  | 66  | Aldo Pedini                 | Aldo Pedini                 | Maserati A6GCS 2000              | 8 |
| 14              | S bis 2.0  | 100 | Ignazio Consiglio           | Ignazio Consiglio           | Fiat Siata 1400 Sport            | 8 |
| 15              | S bis 1.1  | 110 | Giuseppe Sapienza           | Giuseppe Sapienza           | Fiat Roselli 1100 Sport          | 8 |
| Nicht klassiert |            |     |                             |                             |                                  |   |
| 16              | S bis 1.1  | 12  |                             | Falco                       | Cisitalia Colombo 1100 S         | 8 |
| 17              | S bis 1.1  | 52  | Attilio Brandi              | Attilio Brandi              | Fiat Ermini 1100 Sport           | 8 |
| 18              | S bis 2.0  | 76  | Giovanni Casales            | Giovanni Casales            | Gilco Cisitalia 1100 Sport       | 8 |
| Ausgefallen     |            |     |                             |                             |                                  |   |
| 19              | S bis 1.1  | 14  | Armando Soldano             | Armando Soldano             | Fiat 1100S                       | 7 |
| 20              | S bis 750  | 38  | Saro Bartazzi               | Saro Bartazzi               | Fiat Siata 750 Sport             | 7 |
| 21              | S bis 750  | 46  | Giacinto Marchese           | Giacinto Marchese           | Panhard Dyna 750 Sport           | 7 |
| 22              | S bis 2.0  | 84  | Conte Giovanni Lurani       | Franco Cortese              | Frazer Nash Le Mans Replica 2000 | 7 |
| 23              | S bis 750  | 92  | Giuseppe Schermi            | Giuseppe Schermi            | Fiat Zagato 500-750              | 7 |
| 24              | S bis 1.1  | 94  | Angelo Lo Monaco            | Angelo Lo Monaco            | Fiat Ermini 1100 Sport           | 7 |
| 25              | S bis 2.0  | 26  | Giulio Cabianca             | Giulio Cabianca             | Osca MT4 1350                    | 6 |
| 26              | S bis 2.0  | 70  | Emilio Giletti              | Emilio Giletti              | Ferrari 166 MM                   | 6 |
| 27              | S bis 2.0  | 36  | Antonio Russo               | Antonio Russo               | Lancia Paganelli Sport 1500      | 5 |
| 28              | S bis 750  | 60  | Marino Brandoli             | Marino Brandoli             | Fiat Marino 750 Sport            | 4 |
| 29              | S bis 750  | 8   | Ugo Mauthe                  | Ugo Mauthe                  | Blatta BMW 750 Sport             | 3 |
| 30              | S bis 1.1  | 32  | Domenico Rotolo             | Domenico Rotolo             | Nardi Danese Fiat 1100 Sport     | 3 |
| 31              | S bis 1.1  | 54  | Rosario Montalbano          | Rosario Montalbano          | Cisitalia 202 SMM                | 3 |
| 32              | S bis 1.1  | 72  | Antonio di Salvo            | Antonio di Salvo            | Fiat Stanguellini 1100 Sport     | 3 |
| 33              | S bis 1.1  | 96  | Francesco Donato            | Francesco Donato            | Giaur Giannini 750 Sport         | 3 |
| 34              | S bis 1.1  | 68  | Carlo Bartoccelli           | Carlo Bartoccelli           | Abarth Cisitalia 204A            | 2 |
| 35              | S bis 750  | 6   | Mario Piccolo               | Mario Piccolo               | Nardi Danese BMW 750 Sport       | 1 |
| 36              | S bis 750  | 22  | Giuseppe Marino             | Giuseppe Marino             | Nardi Danese BMW 750 Sport       | 1 |
| 37              | S über 2.0 | 24  | Scuderia Marzotto           | Guido Mancini               | Ferrari 212 Export               | 1 |
| 38              | S über 2.0 | 28  | Francesco Crescimanno       | Francesco Crescimanno       | Nardi Danese Fiat 1100 Sport     | 1 |
| 39              | S über 2.0 | 64  | Giovanni Bracco             | Giovanni Bracco             | Ferrari 340 America              | 1 |
| 40              | S bis 1.1  | 82  | Antonio Picone              | Antonio Picone              | Fiat Volpini 1100 Sport          | 1 |
| 41              | S über 2.0 | 86  | Pierre Levegh               | Pierre Levegh               | Talbot T26GS                     | 1 |
| 42              | S bis 1.1  | 106 | Giuseppe Guzzandella        | Giuseppe Guzzandella        | Fiat Ermini 1100 Sport           | 1 |
| 43              | S bis 2.0  | 10  | Domenico Tramontana         | Domenico Tramontana         | Ferrari 166 S                    | 1 |
| 44              | S bis 2.0  | 18  | Francesco Toia              | Francesco Toia              | Lancia Aurelia B20               | 1 |
| 45              | S bis 750  | 20  | Marcantonio Bellomare       | Marcantonio Bellomare       | Fiat Siata 750 Sport             | 1 |
| 46              | S bis 750  | 30  | Vincenzo Santonocito        | Vincenzo Santonocito        | Fiat Demma 750 Sport             | 1 |
| 47              | S bis 1.1  | 74  | Paolo Gravina               | Paolo Gravina               | Fiat 1100 Sport Zagato           | 1 |
| Nicht gestartet |            |     |                             |                             |                                  |   |
| 48              | S über 2.0 | 2   |                             | A. P. Watson                | Aston Martin 2600                | 1 |
| 49              | S bis 2.0  | 4   | Bill O’Brien                | Bill O’Brien                | Frazer Nash Le Man 2000          | 2 |
| 50              | S bis 750  | 44  |                             | Coltrone                    | Giaur 750 sport                  | 3 |
| 51              | S über 2.0 | 48  | Scuderia Marzotto           | Vittorio Marzotto           | Ferrari 225S                     | 4 |
| 52              | S über 2.0 | 50  | Francesco Buonaccorsi       | Francesco Buonaccorsi       | Ferrari 166 MM                   | 5 |
| 53              | S bis 2.0  | 102 |                             | Aspromonte                  | Maserati A6GCS 2000              | 6 |
| 54              | S bis 2.0  | 104 | Inico Bernabei              | Inico Bernabei              | Fiat 8V                          | 7 |
| 55              | S bis 1.1  | 108 | Salvatore Tornatore         | Salvatore Tornatore         | Fiat 1100 Sport                  | 8 |

1 nicht gestartet
2 nicht gestartet
3 nicht gestartet
4 nicht gestartet
5 nicht gestartet
6 nicht gestartet
7 nicht gestartet
8 nicht gestartet

### Nur in der Meldeliste
Zu diesem Rennen sind keine weiteren Meldungen bekannt.

### Klassensieger
| Klasse     | Fahrer                | Fahrzeug                        | Platzierung im Gesamtklassement |
| ---------- | --------------------- | ------------------------------- | ------------------------------- |
| S über 2.0 | T. A. S. O. Mathieson | Ferrari 195S                    | Rang 6                          |
| S bis 2.0  | Felice Bonetto        | Lancia Aurelia B20 Competizione | Gesamtsieg                      |
| S bis 1.1  | Aldo Terigi           | Fiat Ermini 1100 Sport          | Rang 4                          |
| S bis 750  | Giuseppe Musso        | Fiat Stanguellini 750 Sport     | Rang 12                         |

### Renndaten
- Gemeldet: 55
- Gestartet: 47
- Gewertet: 15
- Rennklassen: 4
- Zuschauer: unbekannt
- Wetter am Renntag: warm und trocken
- Streckenlänge: 72,000 km
- Fahrzeit des Siegerteams: 7:11:52,000 Stunden
- Gesamtrunden des Siegerteams: 8
- Gesamtdistanz des Siegerteams: 576,000 km
- Siegerschnitt: 80,025 km/h
- Schnellste Trainingszeit: keine
- Schnellste Rennrunde: Giulio Cabianca – Osca MT4 1350 (#26) – 0:51:17,400 = 84,226 km/h
- Rennserie: zählte zu keiner Rennserie